# Riu Sangha
El riu Sangha és un riu situat a la part occidental d'Àfrica central, un afluent pel marge dret del riu Congo que discorre per la República Centreafricana, Camerun (solament frontera) i la República del Congo. Té una longitud d'uns 790 km i dona sortida a les aigües cap a una gran conca de 213.400 km² (similar a les de països com Guyana, Oman o Belarús). Si es considera una de les seves fonts, el sistema fluvial Sangha-Kadéï, arriba als 1.300 km.

## Geografia
El riu Sangha neix en la República Centreafricana prop de la petita ciutat de Nola (29.181 hab. el 2003), de la confluència de dos llargs rius, el riu Kadéi (que té les seves fonts en el Camerun) i el riu Mambéré (que també neix en la República Centreafricana). El Sangha s'encamina en adreça sud, i després de passar per les petites localitats de Sango, Bayanga i Lidjombo, arriba a un tram en el qual serà frontera natural: primer, un curt tram, fins a arribar a Bomassa, entre Camerun i la República Centreafricana; i després un altre tram, també curt, entre Camerun i la República del Congo, que finalitza en rebre per la dreta al seu principal afluent, el riu Ngoko, prop de la ciutat d'Ouesso. Ouesso és una petita ciutat congolesa amb una població estimada en 2005 de 24.300 hab., capital de la regió de Sangha que està unida a Brazzaville mitjançant ferri i en la qual hi ha un petit aeròdrom.
Segueix el Sangha en direcció de sud a sud-est, entrant en el Congo i corrent per una zona de selva pantanosa fins a desguassar per la dreta en el riu Congo, aigües amunt de Loukefela.
El riu discorre en la seva major part per la selva ombròfila, l'ecorregió de la selva pantanosa del Congo occidental.
El Sangha serveix per al transport fluvial de troncs de fusta de les explotacions forestals en la conca del Congo cap a Brazzaville.
En l'època colonial dels cercadors de diamants francesos es va trobar en les ribes del riu un crani humà datat de fa al voltant d'1 milió d'anys, la qual cosa indica que la selva congolesa va ser una vegada una sabana habitada.

### Afluents
El riu Sangha té dues fonts que conflueixen a la ciutat centreafricana de Nola:
- el riu Kadéï, que conflueix per la dreta;
- el riu Mambéré, que conflueix per l'esquerra

Els principals afluents del Sangha, en adreça aigües avall, són els següents rius:
- riu Lobeke, pel marge dret;
- riu Ngoko, pel marge dret, amb les seves fonts el riu Dja (720 km) i el riu Boumba, que conflueix just aigües amunt de la ciutat d'Ouesso;
- riu Ndoki, pel marge esquerre;
- riu Likouala-aux-Herbes, pel marge esquerre, gairebé desembocant en la mateixa confluència amb el Congo;

## Hidrometria
El cabal del riu s'ha observat durant un període de 37 anys (1947-83) a la petita ciutat d'Ouesso, situada a uns 400 km de la seva confluència amb el riu Congo.
En Ouesso, el cabal mitjà anual observat durant aquest període va ser de 1.662 m³/s, considerant una superfície drenada de 158.350 km², més del 70% de la conca del riu. La làmina d'aigua que va fluir en la conca va ser de 331 mm a l'any, que pot considerar-se relativament alta, però bastant normal en la conca del Congo.
El riu Sangha és un riu cabalós, ben alimentat en totes les estacions i bastant regular. El cabal mitjà mensual observat al febrer i març, mesos d'aigües baixes, aconsegueix els 876 m³/s, quatre vegades menys que la mitjana dels mesos d'octubre i novembre (mesos de crescudes), la qual cosa mostra una reduïda irregularitat estacional. En el període d'observació de 37 anys el cabal mínim mensual va ser de 380 m³/s (al març), mentre que el màxim va ser de 4.290 m³/s (al novembre).